# Microcylloepus formicoideus
Microcylloepus formicoideus là một loài bọ cánh cứng trong họ Elmidae. Loài này được Shepard miêu tả khoa học năm 1990.